# Bergasa
Bergasa ist ein Ort und eine nordspanische Gemeinde (municipio) mit 170 Einwohnern (Stand: 2024) im Osten der Autonomen Gemeinschaft La Rioja. Neben dem Hauptort Bergasa gehört der Weiler Carbonera zur Gemeinde.

## Lage und Klima
Die Gemeinde Bergasa liegt ca. 33 km (Fahrtstrecke) südöstlich von Logroño in einer Höhe von ca. 650 m. Das Klima ist gemäßigt bis warm; Regen (ca. 683 mm/Jahr) fällt übers Jahr verteilt.

## Bevölkerungsentwicklung
| Jahr      | 1970 | 1981 | 1991 | 2001 | 2011 | 2021 |
| Einwohner | 373  | 265  | 205  | 155  | 147  | 144  |

Infolge der Landflucht als Folge der Mechanisierung der Landwirtschaft ist die Zahl der Einwohner seit Beginn des 20. Jahrhunderts deutlich gesunken.

## Sehenswürdigkeiten

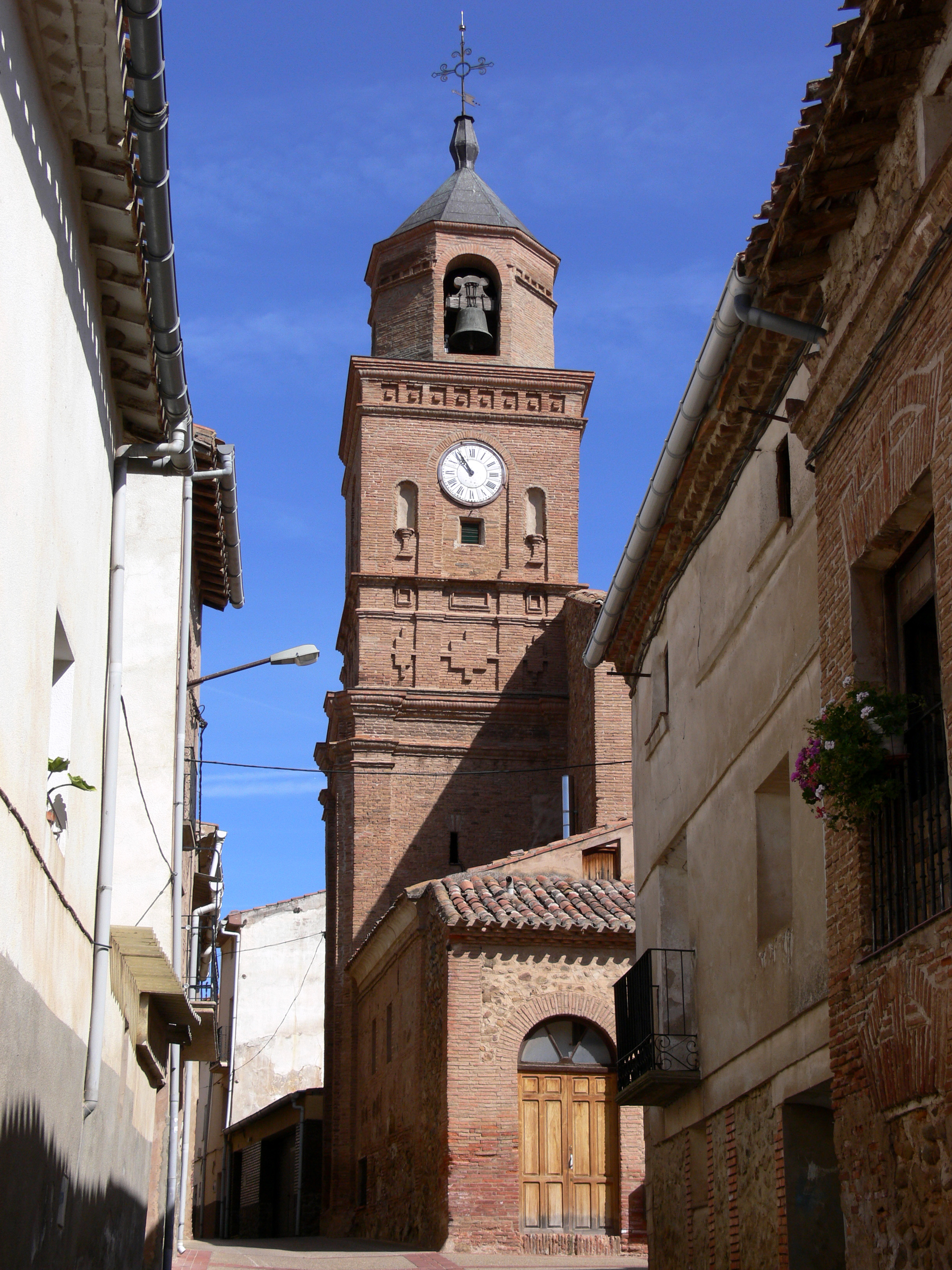
Kirche Mariä Himmelfahrt
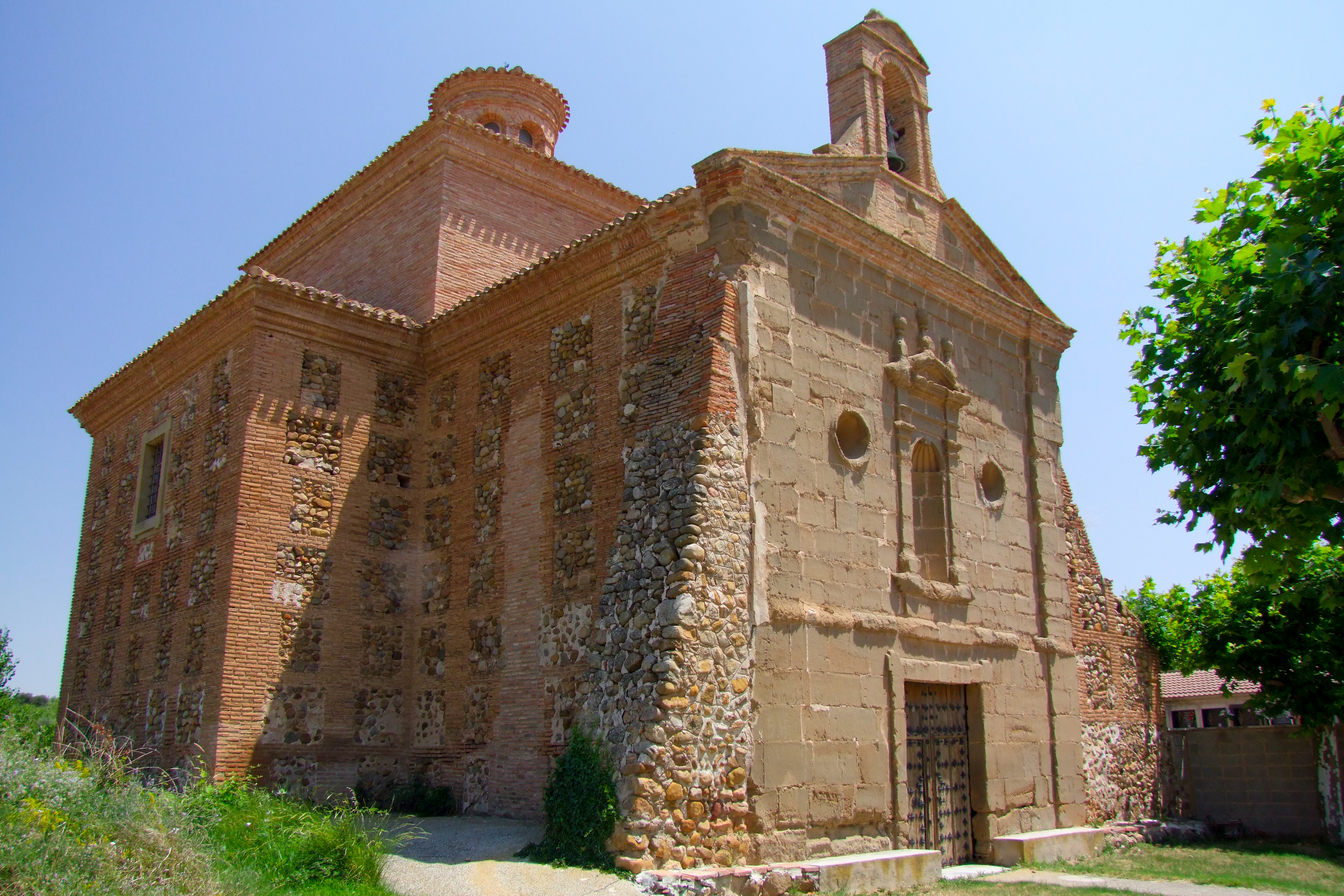
Marienkapelle

- Kirche Mariä Himmelfahrt
- Marienkapelle

## Persönlichkeiten
- Juan Íñiguez Arnedo (1641–1710), Erzbischof von Pamplona (1700–1710), ließ die Marienkapelle erbauen